# Kulstötning för herrar i friidrott vid olympiska sommarspelen 1984
Kulstötning för herrar vid olympiska sommarspelen 1984 i Los Angeles avgjordes 11 augusti. 

## Medaljörer
| Gren        | Guld                        | Guld    | Silver               | Silver  | Brons           | Brons   |
| Kulstötning | Alessandro Andrei · Italien | 21,26 m | Michael Carter · USA | 21,09 m | Dave Laut · USA | 20,97 m |

## Resultat

### Kval
| Placering | Kval                         | Längd   | 1     | 2     | 3     |
| --------- | ---------------------------- | ------- | ----- | ----- | ----- |
| 1.        | Mike Carter (USA)            | 20.69 m | 20.69 | —     | —     |
| 2.        | Augie Wolf (USA)             | 20.55 m | 20.55 | —     | —     |
| 3.        | Alessandro Andrei (ITA)      | 20.18 m | 20.18 | —     | —     |
| 4.        | Marco Montelatici (ITA)      | 20.14 m | 20.14 | —     | —     |
| 5.        | Dave Laut (USA)              | 20.01 m | 20.01 | —     | —     |
| 6.        | Sören Tallhem (SWE)          | 19.94 m | 19.94 | —     | —     |
| 7.        | Gert Weil (CHI)              | 19.94 m | 19.38 | 19.92 | —     |
| 8.        | Werner Günthör (SUI)         | 19.71 m | 19.28 | 19.71 | —     |
| 9.        | Aulis Akonniemi (FIN)        | 19.38 m | 19.13 | 19.34 | 19.38 |
| 10.       | Erik de Bruin (NED)          | 19.28 m | 19.20 | 19.28 | 19.07 |
| 11.       | Bishop Dolegiewicz (CAN)     | 19.00 m | 19.00 | X     | 18.95 |
| 12.       | Karsten Stolz (FRG)          | 18.98 m | 18.98 | X     | 17.67 |
| 13.       | Erwin Weitzl (AUT)           | 18.96 m | 18.03 | 18.96 | X     |
| 14.       | Dimitrios Koutsoukis (GRE)   | 18.74 m | 18.74 | 18.62 | 18.60 |
| 15.       | Ahmed Kamel Shatta (EGY)     | 18.58 m | 18.13 | 17.95 | 18.58 |
| 16.       | Yngve Wahlander (SWE)        | 18.28   | X     | 18.28 | 18.27 |
| 17.       | Ahmed Mohamed Achouche (EGY) | 18.11   | 18.11 | X     | 17.14 |
| 18.       | Matt Catalano (CAN)          | 17.24   | 17.10 | 17.24 | 16.91 |
| 18.       | Henry Smith (SAM)            | 16.09   | 16.09 | X     | X     |

### Final
| Placering | Stötare                  | Försök | Försök | Försök | Försök | Försök | Försök | Längd    | Noteringar |
| Placering | Stötare                  | 1      | 2      | 3      | 4      | 5      | 6      | Längd    | Noteringar |
| --------- | ------------------------ | ------ | ------ | ------ | ------ | ------ | ------ | -------- | ---------- |
| 1         | Alessandro Andrei (ITA)  | 20.41  | 20.97  | 21.36  | 20.55  | 20.92  | 20.96  | 21.26 m  |            |
| 2         | Mike Carter (USA)        | 20.63  | 20.69  | 21.09  | 20.42  | X      | 20.38  | 21.09 m  |            |
| 3         | Dave Laut (USA)          | 20.97  | 18.39  | X      | 20.03  | 20.31  | 20.97  | 20.97 m  |            |
| 4         | Augie Wolf (USA)         | 20.04  | 19.91  | 19.41  | 20.08  | 19.74  | 20.93  | 20.93 m  |            |
| 5         | Werner Günthör (SUI)     | 20.28  | X      | X      | 19.38  | X      | 20.11  | 20.28 m  |            |
| 6         | Marco Montelatici (ITA)  | 19.88  | 19.26  | 19.98  | 19.35  | 19.85  | X      | 19.98 m  |            |
| 7         | Sören Tallhem (SWE)      | 19.81  | X      | 19.54  | X      | X      | —      | 19.81 m  |            |
| 8         | Erik de Bruin (NED)      | 19.65  | X      | X      | —      | X      | X      | 19.65 m  |            |
|           |                          |        |        |        |        |        |        |          |            |
| 9         | Aulis Akonniemi (FIN)    | 18.98  | X      | X      |        |        |        | '18.98 m |            |
| 10        | Gert Weil (CHI)          | 18.19  | 18.69  | X      |        |        |        | 18.69 m  |            |
| 11        | Bishop Dolegiewicz (CAN) | 18.39  | X      | X      |        |        |        | 18.39 m  |            |
| 12        | Karsten Stolz (FRG)      | 18.31  | X      | 18.21  |        |        |        | 18.31 m  |            |